# هوش

آزمون‌های فعلی بهرهٔ هوشی دارای نمرات استانداردی هستند؛ به‌طوری که نمره میانگین معمولاً ۱۰۰ است. همانند بسیاری از کمیت‌های فیزیکی دیگر، این نمرات نیز از توزیع نرمال پیروی می‌کنند.

هوش (به انگلیسی: Intelligence) دارای تعریف‌های مختلفی است: به‌طور کلی به‌عنوان فرایند کسب، ذخیره، بازیابی، ترکیب، مقایسه و بازمتن‌سازی اطلاعات و مهارت‌های مفهومی تعریف می‌شود. هوش به انسان این توانایی را می‌دهد تا توصیف چیزها را به خاطر بسپارد و از آن توصیف‌ها در رفتارهای آینده استفاده کند. هوش به انسان توانایی‌های شناختی می‌دهد تا یادگیری، فهم و عقل را میسر و ظرفیت‌های بازشناخت الگو، برنامه‌ریزی، مشکل‌گشایی، و زبان را به خدمت ارتباطات انسانی درآورد. بهره هوشی (IQ) یا بهرهٔ هوشی یک نمرهٔ کل است که از مجموعه‌ای از آزمون‌های هوش یا خرده آزمون‌ها طراحی شده برای ارزیابی هوش انسان به دست می‌آید. هوش انسان‌ها را قادر می‌سازد تا به‌طور منطقی بیندیشد و فعالیت هدفمند داشته باشد.
کلمه هوش (intelligence) کلمه‌ای نسبتاً جدیدی است و مفاهیم مشابه با آن در گذشته، بیشتر با عنوان «عقل» یا «خرد» به‌کار می‌رفت، با این حال صاحب‌نظران بسیاری برای تمایزدهی آن با مفاهیم مختلفی مانند شهود، تفکر، شناخت و غیره تلاش کرده‌اند. برخی از محققان قائل به تفاوت‌های فرهنگی در مفهوم هوش هستند و تعریف واحد و یکسان از هوش را نادرست دانسته‌اند.
مصرف مواد مخدر، الکل و فقر یا سلامت روانی ضعیف والدین، می‌توانند تأثیر منفی چشمگیری بر رشد هوش کودکان داشته باشند. در حال حاضر اجماع گسترده‌ای بین روان-زیست‌شناسان وجود دارد که هم وراثت و هم تأثیرات محیطی در رشد هوش نقش دارند. همچنین رژیم غذایی سالم در دوران بارداری و رشد کودک می‌تواند تأثیر مثبتی بر بهره هوشی داشته باشد.
ارتباط قوی بین بهرهٔ هوشی به ثبت رسیده در آزمون‌های استاندارد هوش و طبقه اجتماعی وجود دارد. اعضای طبقات اجتماعی پایین نسبت به افراد طبقات اجتماعی بالا بهرهٔ هوشی پایین‌تری در آزمون‌های هوش استاندارد از خود نشان می‌دهند و به همین علت آزمون‌های هوش به‌عنوان نوعی تبعیض طبقاتی مورد انتقاد قرار گرفته است. همچنین هوش یکی از ابزارهای اصلی در جنبش‌های اصلاح نژادی در گذشته و گروه‌بندی انسان‌های «پست‌تر» از «افراد برتر» به‌شمار می‌رفت. استفاده صحیح و درست از بهره هوشی و آزمون‌های هوش را برای کشف توانایی‌های آموزشی مفید در نظر گرفته می‌شود.
با توجه به تعریف مبهم هوش، انتقال این مفهوم به جانوران دشوار است. با این وجود، یافته‌های هوش‌سنجی جانوران در تحقیقات رفتاری نیز در برابر پس‌زمینه نظریه‌های عملکرد هوشی در انسان تفسیر می‌شوند؛ بنابراین گفته می‌شود که جانوران و گاهی حتی گیاهان (هوش گیاهی را ببینید) دارای هوش هستند. رفتار هوشمندانه در جانوران معمولاً به معنای عملکردی بر اساس شناخت است که فراتر از رفتار غریزی است. ساخت ابزار و بهره‌گیری برای انجام کارها و استفاده کمتر از قدرت بدنی را از مهم‌ترین دلایل فرگشت هوش انسان می‌دانند.
توانایی یک رایانه دیجیتال یا ربات کنترل شده توسط کامپیوتر برای انجام وظایفی که معمولاً با موجودات هوشمند مرتبط است، هوش مصنوعی نامیده می‌شود.

## تعریف
هوش به طرق مختلف تعریف شده است: توانایی فرد برای انتزاع، منطق، فهم، خویشتن‌آگاهی، یادگیری، هوش هیجانی، عقل، برنامه‌ریزی، خلاقیت، تفکر انتقادی و حل مسئله. می‌توان آن را توانایی ادراک یا استنتاج اطلاعات و حفظ آن به عنوان دانش برای ایجاد سازگاری با محیط یا زمینه نیز توصیف کرد. هوش به‌طور کلی به عنوان فرایند کسب، ذخیره، بازیابی، ترکیب، مقایسه و بازمتن‌سازی اطلاعات و مهارت‌های مفهومی تعریف می‌شود.
در سال ۱۹۹۴، مقاله جریان اصلی علم در مورد هوش به عنوان یک بیانیه آپ-اد در وال‌استریت جورنال منتشر شد و هوش را اینگونه توصیف کرد:
یک قابلیت ذهنی بسیار کلی که توانایی استدلال، برنامه‌ریزی، حل مسائل، تفکر انتزاعی، درک ایده‌های پیچیده، یادگیری سریع و آموختن از تجربه را شامل می‌شود. این صرفاً یادگیری از روی کتاب، مهارت تحصیلی، یا هوشمندی آزمون دادن نیست، بلکه منعکس‌کنندهٔ یک قابلیت گسترده‌تر و عمیق‌تر برای درک محیط اطرافمان است — «درک کردن»، «معنا کردن چیزها»، یا «پیدا کردن» آنچه باید انجام دهیم.
در هوش: شناخته‌ها و ناشناخته‌ها (۱۹۹۵)، گزارشی که توسط هیئت امور علمی انجمن روان‌شناسی آمریکا منتشر شد، چنین آمده است:
افراد در درک ایده‌های پیچیده، سازگاری مؤثر با محیط، یادگیری از تجربه، درگیر شدن در اَشکال مختلف استدلال، غلبه بر موانع تفکر با یکدیگر متفاوت هستند. اگرچه این تفاوت‌های فردی می‌توانند اساسی باشند، اما هرگز کاملاً سازگار نیستند: عملکرد فکری یک فرد معین در زمان‌ها، حوزه‌ها و با معیارهای مختلف متفاوت خواهد بود. مفهوم «هوش» کوششی است برای شفاف‌سازی و سازماندهی این مجموعه پیچیده از پدیده‌ها. اگرچه وضوح قابل توجهی در برخی زمینه‌ها به دست آمده است، اما چنین مفهوم‌سازی هنوز به همهٔ سؤالات مهم پاسخ نداده است و هیچ‌یک از این تعاریف موافقت همگانی را کسب نمی‌کند. در واقع، هنگامی که اخیراً از چند ده نظریه‌پرداز برجسته خواسته شد تا هوش را تعریف کنند، هر کدام از آنها تعریف متفاوتی را ارائه کردند.
مفردگرای آمریکایی الیزر یودکوفسکی، تعریف کیفی و مبهمی از هوش ارائه می‌کند: «آن نوع چیزهای هوشمندانه‌ای که از مغز بیرون می‌آیند، که می‌توانند شطرنج بازی کنند، و اوراق قرضه را قیمت‌گذاری کنند، مردم را متقاعد به خرید اوراق قرضه و اختراع اسلحه کنند و نیروی جاذبه را با نگاه کردن به نورهای سرگردان در آسمان کشف کنند و اگر هوش ماشینی آن را در مقادیر زیاد داشته باشد، ممکن است به آن اجازه دهد تا نانوتکنولوژی مولکولی را اختراع کند و غیره». ریاضی‌دان سوئدی، اوله هاگستروم، هوش را بر حسب «قدرت بهینه‌سازی» تعریف می‌کند: «ظرفیت یک عامل برای افزایش کارآمدی بهینه‌سازی جهان بر اساس ترجیحات عامل»، یا به عبارت ساده‌تر، توانایی هدایت آینده، به مناطقی که امکان دارد در ترتیب اولویت‌های عامل اهمیت بالایی داشته باشند.
مارکوس هاتر و شین لگ پس از بررسی منابع، هوش را به عنوان «توانایی یک عامل برای دستیابی به اهداف در طیف وسیعی از محیط‌ها» تعریف می‌کنند.
تعریف هوش بحث‌برانگیز است و در شمول توانایی‌ها و قابل اندازه‌گیری بودن آن، توافقی وجود ندارد.

## تاریخچه
هوش یک موضوع فلسفی قدیمی است که قرن‌ها مورد بحث قرار گرفته است. در فلسفه، تعریف دقیق واژه‌ها بسیار اهمیت دارد و این موضوع برای کلمه «هوش» نیز صدق می‌کند. استفاده از کلمه هوش یا intelligence بسیار جدید است. اولین نظرات مرتبط با مفهوم امروزی هوش، در آرای افلاطون دیده می‌شود. افلاطون بین دو روش استفاده از عقل تفاوت قائل می‌شد: «عقل گفتمانی» و «عقل شهودی»، در نظر او عقل گفتمانی، استدلالی است که در برهان‌های ریاضی و تمرین‌های منطقی به کار گرفته می‌شود. این عقل به آهستگی استفاده می‌شود و تمام مراحل را قبل از رسیدن به نتیجه مشخص می‌کند. در عوض، عقل شهودی را استفاده سریع از عقل و بالاترین شکل هوش انسان می‌دانست. او این دو قوه را دو راه استفاده از عقل قلمداد می‌کرد. افلاطون عقل را تنها مختص به انسان می‌دانست و این دو حالت را تنها به انسان مربوط می‌کند. نه افلاطون و نه ارسطو از کلمه هوش (intelligence) استفاده نکردند. هوش، کلمه‌ای متأخر و مشتق‌شده از لاتین «intellegere» است. فیلسوفان لاتین قرون وسطی آن را به عنوان «تجزیه و تحلیل» یا «read into» ترجمه کرده‌اند.
با آغاز قرن نوزدهم فرانسیس گالتون (۱۸۲۲–۱۹۱۱) روشی بحث‌برانگیز و امروزی‌تر را برای اندازه‌گیری هوش انسان مطرح کرد. گالتون استدلال کرد که اندازه‌گیری ویژگی‌های فیزیکی افراد، مانند بینایی، قدرت بدنی، شنوایی و غیره، روشی معتبر برای ارزیابی هوش آن‌ها است.
در اوایل قرن بیستم، آزمایش‌های آزمون هوش آلفرد بینه برای اعمال سیاست‌های اصلاح نژاد از طریق اتحاد بین دانشمندان، دولت و سرمایه، اقتباس و گسترش یافت. مدارس و مؤسسات دولتی مکان‌های اصلی این «نوآوری» بودند. روان‌شناس دانشگاه استنفورد، لوئیس ترمن، نیز نقش مهمی در ترویج آزمون هوش آلفرد بینه داشت. ترمن از تست‌های بینه برای ساخت نسخه آمریکایی تست هوش کمک گرفت و مقیاس هوش استنفورد–بینه را در سال ۱۹۱۶ ایجاد کرد. او این مقیاس را برای همه از بچه‌های مدرسه تا زندانیان به کار برد تا فرضیه‌اش «ناتوانی ذهنی ارثی است» را باور پذیر کند. تیم ترمن به این نتیجه رسیدند که اصطلاح «ضعیف‌اندیشی» در زندان به‌ویژه در بین غیرسفیدپوستان و خارجی‌ها بیداد می‌کند و این افراد هزینه‌های کلان اضافی برای دولت‌ها هستند. این یافته‌ها با عقیم‌سازی و قتل اجباری بسیاری از افرادی که توسط موسسات دولتی ایالات متحده و آلمان نازی نگهداری می‌شدند، همراه بود.
در سال ۱۹۵۵، دیوید وکسلر روان‌شناس آمریکایی آزمون هوشی جدید خود را به نام آزمون هوش بزرگسالان وکسلر منتشر کرد. او نیز مانند آلفرد بینه معتقد بود که هوش شامل توانایی‌های ذهنی متفاوتی است و از مقیاس هوش استنفورد–بینه راضی نبود. امروزه این آزمون در چهار حوزه اصلی هوش یعنی درک کلامی، استدلال ادراکی، حافظه کاری و سرعت پردازش، مقیاس‌هایی را ارائه می‌کند.

### اصلاح نژادی و هوش
اصلاح نژاد فرضیه‌ای است که می‌گوید انسان‌ها را می‌توان از طریق پرورش انتخابی جمعیت‌ها بهبود بخشید. فرض اصلاح نژاد این است که برای انتقال «ژن‌های خوب» به نسل‌های آینده انسان و حذف «ژن‌های بد» اطمینان حاصل شود. فیلسوفان یونان باستان مانند افلاطون استدلال می‌کردند که باید بتوان همین کار را با انسان‌ها مانند پرورش انتخابی نسل‌های هوشمندتر انجام داد. واژه اصلاح نژاد توسط فرانسیس گالتون (۱۸۲۲–۱۹۱۱)، دانشمند انگلیسی معتقد به این ایده که مردم هم توسط «طبیعت» و هم «پرورش» شکل می‌گیرند، ابداع شد. گالتون در کتاب خود به نام نبوغ ارثی در سال ۱۸۶۹، خانواده‌های برجسته‌ترین افراد جامعه را مورد مطالعه قرار داد و دریافت که نزدیک‌ترین بستگان آن‌ها به احتمال زیاد استعدادهای مشابه اقوام خود و بیشتر نسبت به جمعیت عمومی دارند. او استدلال کرد که این شواهدی است که نشان می‌دهد توانایی‌ها و هوش به ارث رسیده‌اند و بنابراین انسان‌ها برای پرورش انتخابی مناسب هستند.
جنگ جهانی اول فرصتی برای توسعه روش‌های تجربی «ارتقای نژادی» فراهم کرد. در سال ۱۹۱۷، مردان برجسته روان‌شناسی آمریکای شمالی گرد هم آمدند تا در مورد چگونگی کمک به ایالات متحده در جنگ بحث کنند. این گروه شامل لوئیس ترمن، هنری اچ. گدارد، رئیس انجمن روان‌شناسی آمریکا رابرت یرکس و روان‌شناس جوان کارل بریگام بود. این دانشمندان از بهره‌های هوشی، برای ایجاد سلسله مراتب نژادپرستانه که بر اساس نیازهای نیروی کار ارتش شکل می‌گرفت، استفاده کردند. حتی استدلال می‌شد که رنگ پوست و هوش با هم مرتبط هستند (هرچه پوست تیره‌تر باشد، نمرهٔ کمتری از هوش دارد). پژوهش‌های گالتون نیز به ایجاد جنبش اصلاح نژادی در بریتانیا کمک کرد که در اوایل قرن بیستم به ایالات متحده و بیشتر اروپا گسترش یافت. دو رویکرد معمول در این فرضیه وجود داشت، اصلاح نژادی مثبت و اصلاح نژادی منفی. اولی مستلزم تشویق افراد با ویژگی‌های مطلوب به داشتن فرزند بود تا — در تئوری — تعداد افراد دارای این ویژگی‌ها در جمعیت افزایش یابد و دومی شامل افراد یا گروه‌های خاصی بود که با عنوان «پست‌تر» شناخته می‌شدند؛ خواه به دلیل هوش پایین‌تر از حد متوسط یا تعلق داشتن به اقلیتی در جامعه. این افراد را از بچه‌دار شدن دلسرد می‌کردند یا در برخی موارد، مثلاً با عقیم‌سازی اجباری، به‌طور فعال از تولید مثل بازداشته می‌شدند.

## هوش انسان
هوش، قدرت فکری در انسان است که با مجموع سطوح عالی انگیزش و خویشتن‌آگاهی مشخص می‌شود. هوش به انسان این توانایی را می‌دهد تا توصیف چیزها را به خاطر بسپارد و از آن توصیف‌ها در رفتارهای آینده استفاده کند. هوش یک فرایند شناختی به‌شمار می‌رود. این فرایند به انسان توانایی‌هایی می‌دهد تا یادگیری، دستیابی به مفهوم، فهم و عقل، از جمله ظرفیت‌های بازشناخت الگو، نوآوری، برنامه‌ریزی، مشکل‌گشایی، و زبان را به خدمت ارتباطات انسانی درآورد. هوش انسان‌ها را قادر می‌سازد تا به‌طور منطقی بیندیشد و فعالیت هدفمند داشته باشد.

### فرگشت هوش
فرگشت هوش انسان ارتباط نزدیکی با فرگشت مغز و زبان او دارد. سیر زمانی فرگشت انسان، چیزی نزدیک به هفت میلیون سال است. تقریباً ۲٫۴ میلیون سال پیش «انسان ماهر» در شرق آفریقا ظاهر شد که به عنوان اولین گونه شناخته شده سرده انسان و اولین گونه شناخته شده برای ساخت ابزار سنگی در نظر گرفته می‌شود. استفاده از ابزارها مزیت تکاملی مهمی را به همراه داشت و به مغز بزرگتر و پیچیده تری نیاز داشت تا حرکات ظریف دست مورد نیاز برای این کار را هماهنگ کند. نیاز برای محافظت از افراد آسیب پذیرتر و فرزندان باعث شد که انسان‌ها بیشتر به ابزارسازی برای رقابت با سایر حیوانات و انسان‌های دیگر مشغول شوند و کمتر به اندازه و قدرت بدنی خود متکی باشند.
چارلز داروین در کتاب خود تبار انسان و گزینش در ارتباط با جنسیت (۱۸۷۱) به تفصیل دربارهٔ منشأ فرگشتی توانایی‌های ذهنی انسان‌ها و حیوانات توضیح می‌دهد. در این کتاب او می‌گوید که اگر نیروی ذهنی ما اساساً با قدرت ذهنی دیگر حیوانات متفاوت در نظر گرفته شود، رشد تدریجی توانایی‌های فکری پیشرفته انسان قابل توجیه نبود. او تفاوت اساسی و اعجازی در توانایی‌های ذهنی انسان و دیگر پستانداران برتر نسبت به دیگر جانوران نمی‌دید.: ۸۱  داروین در نوشته‌ای به‌طور جداگانه به دیدگاه‌های انتقادی معاصران خود در مورد تحول اندیشه پرداخت. دیدگاه‌هایی نظیر «هیچ حیوانی توانایی انتزاع (شکل‌دادن به مفاهیم کلی) را ندارد و فاقد خودآگاهی است»،: ۹۹  «حیوانات نمی‌توانند از ابزار استفاده کند: ۱۰۱  یا گفتار داشته باشد.: ۱۰۸ » آماج انتقادات او در این نوشتار بودند. وی در پایان اظهار داشت: اگر توانایی‌های ذکر شده که به نظر وی در حیوانات بسیار متفاوت است، قابلیت رشد (تکامل) داشته باشد، پس بعید نیست که در طی زمان پیچیده‌ترین توانایی‌ها مانند انتزاع و خودآگاهی و سایر توانایی‌ها از اشکال ساده‌تر ایجاد شده‌اند.: ۱۰۵ 

### تغییر بهره‌هوشی در یک قرن اخیر
بهرهٔ هوشی جمعیت انسان‌ها در طول قرن بیستم افزایش یافت — پدیده‌ای که به عنوان اثر فلین شناخته می‌شود. عوامل مؤثر بر اثر فلین، بهبود تغذیه، دسترسی یا کیفیت مراقبت‌های پزشکی و فناوری و همه شرایط اجتماعی-اقتصادی مطلوب برای توسعه آموزش و هوش هستند. بر اساس فراتحلیلی، در کشورهای برزیل، روسیه، هند و چین بیشترین افزایش میانگین بهره هوشی (به‌طور متوسط ۲٫۹ نمره در هر دهه) گزارش شده که این افزایش هوش در ثروتمندترین و فقیرترین کشورها به ترتیب ۲ و ۰٫۴ نمره بوده است.
برخی از محققان در سرتاسر جهان نیز کاهش بهرهٔ هوشی انسانی را گزارش می‌کنند که از آغاز هزاره جدید شروع شده است. تئوری‌هایی بسیاری در مورد اینکه چرا نمرات هوش کاهش یافته، وجود دارد. به عنوان مثال، در فنلاند، نروژ و دانمارک نقطه عطف این واقعه در اواسط دهه ۹۰ رخ داد؛ پس از آن میانگین بهرهٔ هوشی حدود ۰٫۲ واحد در هر سال روند کاهشی را تجربه کرده و اختلافی هفت نمره‌ای بین دو نسل قبل و بعد پدید آورده است.
فرانک راموس پژوهشگر فرانسوی در زمینه روان‌شناسی می‌نویسد، توقف اثر فلین امری اجتناب‌ناپذیر قلمداد می‌شود زیرا مانند هر امر دیگر محدودیت‌هایی برای مغز در جهت رشد بیشتر وجود دارد. او همچنین مخالف «نظریه افول هوش انسان» است او می‌نویسد، ادوارد داتون و ریچارد لین نظریه‌ای را در رسانه‌ها مطرح کرده‌اند که حاکی از کاهش اخیر هوش در چندین کشور است. با این حال، مقاله‌هایی که این فرضیه را تأیید می‌کنند، مملو از سوگیری‌های روش شناختی و برون‌یابی‌های مشکوک هستند.
جان ته نیجنهویس، استاد روان‌شناسی در دانشگاه آمستردام در پژوهشی عنوان می‌کند که غربی‌ها از دوره ویکتوریا به‌طور متوسط ۱۴ نمره هوشی از دست داده‌اند. این پژوهشگر به این واقعیت اشاره می‌کند که زنان با هوش بالا تمایل به داشتن فرزندان کمتری نسبت به زنان با هوش پایین دارند. این ارتباط منفی بین باروری و هوش بارها در پژوهش‌ها در طول قرن گذشته نشان داده شده است. اوله روگبرگ، محقق ارشد در نروژ معتقد است این افول هوش به دلیل ژنتیک نیست. او بر این باور است که این کاهش به دلیل عوامل محیطی پدید آمده: «اینطور نیست که افراد کم‌هوش بچه‌های بیشتری نسبت به افراد باهوش داشته باشند. این چیزی است که به محیط زیست مربوط می‌شود. روگبرگ بیان می‌کند که این عوامل محیطی می‌تواند شامل تغییرات در سیستم آموزشی و محیط رسانه، تغذیه، مطالعه کمتر و آنلاین بودن بیشتر باشد.»

### تمایزها

#### تفاوت بین تفکر و هوش
روان‌شناس و نویسنده مالتی، ادوارد دوبونو، توانایی فکر کردن را یک مهارت و در واقع مهم‌ترین مهارت انسانی می‌داند و اعتقاد دارد فکر کردن مهارتی آموختنی است و نباید آن را با هوش اشتباه گرفت. او می‌گوید بسیاری از مردم که خود را بسیار باهوش می‌دانند، الزاماً متفکران خوبی نیستند. او دلیل گفتهٔ خود را اینگونه تشریح می‌کند:

شخص بسیار باهوش می‌تواند دربارهٔ موضوعی عقیده‌ای را بپذیرد و از هوش خود برای دفاع از این عقیده استفاده کند. این شخص هرچه باهوش‌تر باشد، بهتر می‌تواند از عقیده‌اش دفاع کند. هرچه دفاع از عقیده بهتر باشد، شخص نیاز کمتری به انتخاب‌های دیگر پیدا می‌کند، یا به حرف دیگران گوش می‌دهد. اگر شما خود را محق بدانید، چرا باید باور خود را کنار بگذارید؟ در نتیجه، بسیاری از ذهن‌های بسیار باهوش در دام فکرهای ضعیف می‌افتند؛ زیرا می‌توانند از این فکرها دفاع کنند.
 جنبه دوم دام هوش، آن است که شخص با این اندیشه بزرگ می‌شود، که خود را از اطرافیانش باهوش‌تر می‌داند (شاید هم این تصور درست باشد) و می‌خواهد بیشترین سود ممکن را از هوش خود ببرد. سریع‌ترین راه برای سود بردن از هوش «اثبات اشتباه دیگران» است. یک چنین سیاستی فوراً نتیجه می‌دهد و برتری شما را محرز می‌سازد. سازنده بودن، پاداش کم‌تری دارد؛ زیرا ممکن است سال‌ها کار لازم باشد تا مؤثر بودن عقیده‌ای آشکار گردد؛ بنابراین، بدیهی است که انتقادی و مخرب بودن، کاربرد بسیار خوشایندتری برای افراد باهوش است.

#### تفاوت هوش بین زنان و مردان
هوش مردان و زنان تقریباً یکسان است. به‌طور متوسط، مردان در کارهایی که نیاز به توانایی هوش فضایی دارند بهتر از زنان عمل می‌کنند، در حالی که زنان در کارهای کلامی عملکرد بهتری از خود نشان می‌دهند و در هوش هیجانی نمره بالاتری دارند.

#### هوش و یادگیری
هوش با یادگیری متفاوت است. یادگیری به عمل حفظ حقایق و اطلاعات و توانایی یادآوری آن‌ها برای استفاده در آینده اشاره دارد. تلاش‌های مختلفی برای تعیین کمیت هوش از طریق آزمون انجام شده است، مانند آزمون بهره هوشی (IQ)، با این حال، بسیاری از محققان با اعتبار آزمون‌های هوش مخالف هستند و می‌گویند که نمی‌توان هوش را به‌طور دقیق اندازه‌گیری کرد.

#### تفاوت بین شناخت و هوش
شناخت و هوش دو مفهوم مرتبط با اعمال و فرآیندهای ذهنی ما هستند. شناخت به فرایند ذهنی کسب دانش و درک از طریق فکر، تجربه و حواس اشاره دارد. این شامل اعمال ذهنی پیچیده‌ای مانند کسب دانش و درک، تفکر، دانستن، قضاوت و حل مسئله است. در حالی که هوش توانایی یادگیری یا درک آسان چیزها و مقابله با موقعیت‌های جدید یا دشوار و در واقع هوش بخشی از شناخت به‌شمار می‌رود.

#### هوش سیال و هوش متبلور
«هوش سیال» در مقابل «هوش متبلور» یکی از نظریه‌های هوش در روان‌شناسی است. هوش سیال شامل توانایی استدلال و تفکر انعطاف‌پذیر بوده، در حالی که هوش متبلور به انباشت دانش، حقایق و مهارت‌هایی اشاره دارد که در طول زندگی به دست می‌آیند. نظریه سیال در مقابل هوش متبلور اولین بار توسط روان‌شناس ریموند کاتل ارائه شد. او آن را به همراه شاگردش جان هورن توسعه داد. این نظریه نشان می‌دهد که هوش از توانایی‌های مختلفی تشکیل شده است که برای تولید هوش عمومی فردی با یکدیگر تعامل و همکاری می‌کنند. مردم اغلب ادعا می‌کنند که به نظر می‌رسد هوش آن‌ها با افزایش سن کاهش می‌یابد. با این حال، تحقیقات نشان می‌دهد که در حالی که هوش سیال پس از نوجوانی شروع به کاهش می‌کند، هوش متبلور در طول بزرگسالی همچنان افزایش می‌یابد.

#### تفاوت بین شهود و هوش
حوزه‌های مختلف از کلمه «شهود» به روش‌های بسیار متفاوتی استفاده می‌کنند، از جمله: دسترسی مستقیم به دانش ناخودآگاه. شناخت ناخودآگاه؛ احساسات درونی؛ حس درونی؛ بینش درونی به شناخت الگوی ناخودآگاه؛ و توانایی درک چیزی به‌طور غریزی، بدون نیاز به استدلال آگاهانه.
عقل یا هوش چیزی است که بر چارچوبی دقیق، اغلب قابل آزمون و قابل سنجش استوار است اما شهود شکلی از دانش بوده که بدون تأمل آشکار در آگاهی ظاهر می‌گردد. شهود که اغلب به عنوان «احساس درونی» شناخته می‌شود، تمایل دارد به‌طور کلی و سریع و بدون آگاهی از پردازش ذهنی زیربناییِ اطلاعات به وجود آید. به عبارتی دیگر، برخی شهود را آن احساسی در نظر می‌گیرند که در درون فرد وجود دارد، وقتی به‌طور غریزی می‌دانید کاری که انجام می‌دهید درست یا غلط. بر اساس این تعریف شهود مثبت در تصمیم‌گیری‌های متخصصان بیشتر نمود می‌یابد. یک متخصص برای اتخاذ تصمیم‌های سریع و با کیفیت از سال‌ها تجربه، که در چارچوب‌های ناخودآگاه خود نگهداری کرده، بهره می‌برد.

### هوش هیجانی (EQ)
تصور می‌شود که هوش هیجانی توانایی انتقال هیجان به دیگران به شیوه‌ای قابل فهم و همچنین خواندن دقیق احساسات دیگران است. برخی از نظریه‌ها نشان می‌دهند، هوش هیجانی بالا می‌تواند علاوه بر دقت، موجب تولید و پردازش سریع‌تر احساسات شود. همچنین، تصور بر این است که هوش هیجانی بالاتر به ما در مدیریت احساساتی کمک می‌کند که برای مهارت‌های حل مسئله‌ای مفید هستند. هوش هیجانی برای بهداشت روانی ما مهم بوده و ارتباط زیادی با هوش اجتماعی دارد.

### هوش اجتماعی
هوش اجتماعی توانایی درک اعمال خود و دیگران و انجام رفتار عاقلانه در موقعیت‌های اجتماعی است. هوش اجتماعی از تجربه با افراد و یادگیری از موفقیت و شکست در محیط‌های اجتماعی آموخته می‌شود و رشد می‌کند. این یک مهارت مهمِ بین فردی است که به افراد کمک می‌کند در تمام جنبه‌های زندگی خود موفق شوند.

### هوشمندی کتابی و هوشمندی خیابانی
مفاهیم «هوشمندی کتابی» و «هوشمندی خیابانی» دیدگاه‌های متضادی هستند و بر اساس این پیش‌فرض استوار اند که برخی از افراد دانشی دارند که از طریق مطالعه دانشگاهی به دست آورده‌اند، اما ممکن است تجربه لازم برای به‌کارگیری معقول آن دانش را نداشته باشند، در حالی که برخی دیگر دانش کسب شده از طریق تجربه عملی دارند، اما ممکن است اطلاعات دقیقی که معمولاً از طریق مطالعه به دست می‌آید، را نداشته باشند. به عبارت ساده، در هوشمندی خیابانی شخص می‌داند که در اطراف او چه می‌گذرد و راه‌حل‌های عملی دارد که از تجربهٔ «زندگی واقعی» ناشی می‌شوند.
پژوهشگر هوش مصنوعی، هکتور لوسک اشاره می‌کند که:
با توجه به اهمیت یادگیری از طریق متن در زندگی شخصی خود و در فرهنگ ما، شاید تعجب آور باشد که ما تا چه حد نسبت به آن بی‌تفاوت هستیم. گاهی به عنوان صرفاً «دانش کتابی» مورد تمسخر قرار می‌گیرد و داشتن آن «هوشمندی کتابی» تلقی می‌شود. در مقابل «دانش خیابانی»، دانشی است که از طریق تجربه و کارآموزی مستقیم به دست می‌آید و داشتن آن «هوشمندی خیابانی» عنوان می‌گردد.

### هوش و سازگاری
«هوش تطبیقی» یا «هوش سازگاری»، هوشی است که فرد برای سازگاری با مشکلات فعلی و پیش‌بینی مشکلات آینده محیط‌های واقعی به آن نیاز دارد. هوش به عنوان توانایی سازگاری اولین بار در سال ۱۹۰۵ توسط آلفرد بینه تعریف شد. در طول ده‌ها سال تغییراتی از این نقل قول انتشار یافته است، برای نمونه در سال ۱۹۷۹ در کتاب هزاره خرد (صفحه ۱۵۷)، اثر کریستوفر ایوانز، این تعریف از هوش به اینگونه بیان می‌گردد: «هوش توانایی یک سیستم برای سازگاری مناسب با یک جهان در حال تغییر است.»
دانشمند و روان‌شناس آمریکایی، رابرت استرنبرگ می‌نویسد:
نگاه به هوش به عنوان توانایی سازگاری به معنای محدود، هوش را بیش از حد ساده می‌کند. برای مثال، سوسک‌ها ظاهراً حدود ۳۰۰ میلیون سال است که وجود داشته‌اند، بنابراین حداقل در سطح گونه‌ای بسیار توانایی سازگاری دارند. اما اگر آنها «هوشمند» نظر گرفته شود، به نظر می‌رسد معنای محدودتری از آنچه ما معمولاً به هوش نسبت می‌دهیم، برای این هوشمندی در نظر گرفته‌ایم. در این راستا، من پیشنهاد کرده‌ام که «سازگاری» به‌طور کلی، به‌جای تلقی محدودِ تغییر خود برای وفق یافتن با محیط، به‌عنوان تغییر محیط برای متناسب کردن آن با خود (شکل‌دادن به محیط) و یافتن یا ایجاد محیط‌های جدید در نظر گرفته شود. سوسک‌ها توانایی سازگاری دارند، اما توانایی آنها در شکل‌دادن و انتخاب محیط، اگرچه ناچیز نیست، بسیار محدودتر از گونه‌هایی است که هوش سازگاری بیشتری دارند.

## افتراق و تشخیص روانشناختی

### آزمون هوش
از آزمون هوش برای ارزیابی توانایی‌های شناختی یک فرد استفاده می‌شود. آزمون‌های مختلفی برای گروه‌های هدف و موارد استفاده گوناگون وجود دارد. نتیجهٔ چنین آزمونی اغلب به اصطلاح بهره هوشی (IQ) خوانده می‌شود. آزمون‌های هوش بر این فرض استوارند که بهره هوشی جمعیت توزیع نرمال است؛ بنابراین بهره هوشی عددی با میانگین ۱۰۰ و انحراف معیار ۱۵ می‌باشد.

### بهره هوشی

توزیع بهره هوشی نرمال شده با میانگین ۱۰۰ و انحراف معیار ۱۵

بهره هوشی (IQ) یا بهرهٔ هوشی یک نمرهٔ کل است که از مجموعه‌ای از آزمون‌های هوش یا خرده آزمون‌ها طراحی شده برای ارزیابی هوش انسان به دست می‌آید.

#### ناتوانی ذهنی
ناتوانی‌های ذهنی یک اختلال عمومی است که به افرادی نسبت داده می‌شود که بهره هوشی زیر ۷۰ دارند، از دوران کودکی دچار کمبود بوده و در مهارت‌های اساسی زندگی مانند لباس پوشیدن و تغذیه و برقراری ارتباط با دیگران مشکل دارند. یکی از علل ناتوانی ذهنی، سندرم داون است.

### هوش به عنوانویژگی شخصیتی
هوش با تعدادی از متغیرهای دیگر همبستگی دارد. افراد باهوش اغلب در مدرسه موفق‌تر از کسانی هستند که هوش کمتری دارند و به‌طور متوسط جایگاه‌های حرفه‌ای-کاری بالاتری را اشغال می‌کنند. در بین دانش‌آموزان و کارآموزان، به‌طور معمول افراد باهوش‌تر عملکرد بهتری نسبت به افراد کم‌هوش دارند. افراد با استعداد بالاتر از حد متوسط عموماً زندگی سالم‌تری دارند و دارای امید به زندگی بالاتری هستند.
هوش با برخی از بیماری‌ها نیز در ارتباط است. برای نمونه می‌توان به شیوع بیشتر اختلالات خلقی (شامل افسردگی، کج‌خلقی و اختلال دوقطبی)، اختلال اضطراب (شامل اختلال اضطراب فراگیر، اضطراب اجتماعی و اختلال وسواسی-جبری، اختلالات طیف اوتیسم (شامل معیارهای تشخیصی DSM-IV برای اوتیسم، نشانگان آسپرگر و سایر اختلالات رشدی فراگیر)، اختلال کم‌توجهی بیش‌فعالی، حساسیت غذایی، آلرژی‌های زیست‌محیطی، آسم اشاره کرد.
در یک مطالعه که بزرگ‌ترین در نوع خود بود، ۳۰۰۰۰۰ فرد ۱۶ تا ۱۰۲ ساله مورد بررسی قرار گرفتند. افرادی که باهوش‌تر بودند تقریباً ۳۰ درصد احتمال بیشتری وجود داشت که ژن‌های مرتبط با نیاز به استفاده از عینک را داشته باشد. در نتیجه احتمال می‌رود که باهوش بودن ممکن است با بینایی ضعیف مرتبط باشد.
نشان داده شده است که افراد بسیار باهوش یا افراد بسیار کم‌هوش بیشتر در معرض ابتلا به اختلالات روانی مانند اسکیزوفرنی، هستند اما افراد باهوش متوسط بسیار کمتر از این اختلال رنج می‌برند.

## تغییر در هوش

### وراثت
در حال حاضر اجماع گسترده‌ای بین روان-زیست‌شناسان وجود دارد که هم وراثت و هم تأثیرات محیطی در رشد هوش نقش دارند.
مطالعات متعددی تخمینی ۳۰ تا ۸۰ درصد از «واریانس کل» در هوش عمومی را با عوامل ژنتیکی توضیح می‌دهند. وراثت‌پذیری هوش، یعنی نسبتی که بر اساس تأثیرات ژنتیکی است، با افزایش سن از حدود ۳۰ درصد در اوایل کودکی به ۷۰ تا ۸۰ درصد در بزرگسالی افزایش می‌یابد. هوش خام با افزایش سن همانند قد، وزن و تعداد دندان‌ها افزایش می‌یابد اما در یک سن مشخص، حدود ۱۸ سالگی، افزایش تمام این موارد از جمله هوش خام متوقف می‌شود.
بسیاری از محققان بر این عقیده هستند که هوش همیشه دارای یک جزء ارثی است. تحلیل بوچارد و مک گو (۱۹۸۱) که اکنون تعریفی کلاسیک و پذیرفته شده تلقی می‌شود، جستجوی تجربی برای پاسخ به این سؤال بود که آیا وراثت در هوش عمومی نقش دارد یا خیر؛ که با یک «بله» پاسخ داده شد.
سایر نویسندگان همچنین اشاره می‌کنند که معمولاً نمی‌توان تأثیرات محیطی مربوط را با جزئیات بیشتری شناسایی کرد و اینها جنبه‌های محیطی هستند که بر اعضای یک خانواده به یک اندازه تأثیرگذار نمی‌گذارند، به عبارت دیگر بر خواهر و برادرهایی که با هم بزرگ می‌شوند به روش‌های مختلف اثر می‌کنند.

### عوامل خطر در دوران کودکی
عوامل خطر، مانند مصرف مواد مخدر توسط والدین، فقر یا سلامت روانی ضعیف افرادی که آن‌ها را بزرگ می‌کنند، می‌توانند تأثیر منفی چشمگیری بر رشد هوش داشته باشند. یک مطالعه نشان داد که رشد کودک تنها زمانی به شدت آسیب می‌بیند که چندین عامل خطر به‌طور همزمان رخ دهند. مطالعه طولی دیگری نیز به این نتیجه رسید که یک یا دو عامل خطر تنها تأثیر بسیار کمی بر رشد شناختی دارد، اما زمانی که عوامل دیگری نیز به آن اضافه گردد، تأثیرات می‌تواند بزرگ و عمده باشد. در این مطالعات کودکانی که تحت تأثیر ۸ تا ۹ عامل خطر قرار داشتند، به‌طور متوسط ۳۰ نمره هوش کمتری نسبت به کودکانی که تحت تأثیر عامل خطری نبودند، از خود نشان دادند نتایج کمی این مطالعه در جدول ارائه شده است:
| عوامل خطر موجود                                     | بهرهٔ هوشی متوسط در بچه‌ها |
| --------------------------------------------------- | ------------------------ |
| خیر                                                 | ۱۱۹                      |
| ۱                                                   | ۱۱۶                      |
| ۲                                                   | ۱۱۳                      |
| ۴                                                   | ۹۳                       |
| ۸                                                   | ۸۵                       |
| اینها مقادیر آی‌کیو بر اساس مقیاس ایالات متحده هستند |                          |

### مطالعه فرزندخواندگی
مطالعات بر روی کودکان فرزندخوانده امکان بررسی تأثیر محیط اجتماعی بر رشد هوش کودک را می‌دهد. از آنجایی که فرزندخوانده‌ها با والدین و خواهر و برادر خود نسبتی ندارند، اگر هوش کاملاً ارثی بود، هوش آن‌ها باید مستقل از بهرهٔ هوشی خانوادهٔ فرزندخوانده باشد و اگر تنها محیط اجتماعی-اقتصادی بر رشد هوش تأثیر بگذارد، نباید تفاوت معناداری در بهره هوشی بین فرزندخوانده و والدین یا خواهرخوانده و برادرخوانده‌اش وجود داشته باشد. مطالعات فرزندخواندگی توسط کلارک و هانیسی (۱۹۸۲) و وینیک، مایر و هریس (۱۹۷۵) نیز ارتباط بین هوش و محیط اجتماعی کودک را نشان می‌دهد: در مطالعات مشخص شد که یتیمان ویتنامی و کره‌ای که توسط خانواده‌های طبقه متوسط آمریکایی بزرگ شده‌اند، دارای بهره هوشی بالاتر از میانگین بودند. برای کودکانی که از تغذیه کافی برخوردار بودند، به‌طور متوسط بهره هوشی بین ۱۱۲ تا ۱۲۰ به ثبت رسید. کودکانی که سابقه سوءتغذیه داشتند، میانگین بهره هوشی بین ۱۰۲ تا ۱۰۶ داشتند که بهره هوشی متوسطی به‌شمار می‌رود.
یک مطالعه فرزندخواندگی در فرانسه نشان داد که فرزندخواندگیِ نسبتاً دیرهنگام، همراه با بهبود محیط اجتماعی، می‌تواند بهرهٔ هوشی کودک نادیده گرفته شده/آزاردیده با هوش کمتر از متوسط در دوران پیش از فرزندخواندگی را افزایش دهد. این مطالعه همچنین به این نتیجه رسید که کودکانی که توسط خانواده‌هایی با وضعیت اقتصادی-اجتماعی بالا به فرزندی قبول می‌شوند، هوش بالاتری (میانگین آی‌کیو: ۹۸) نسبت به کودکانی که توسط خانواده‌هایی با وضعیت اجتماعی-اقتصادی پایین به فرزندخواندگی پذیرفته شده‌اند (میانگین آی‌کیو: ۸۵) دارند.

### تأثیر محیط اجتماعی-اقتصادی

#### طبقه اجتماعی
استاد روان‌شناسی، اریک ترکهایمر خاطرنشان می‌کند که طبقه اجتماعی نقش عمده‌ای در وراثت‌پذیری هوش ایفا می‌کند. در حالی که هوش تا حد زیادی در طبقه متوسط ارثی است، در طبقه پایین اینطور نیست. مطالعات بر روی دوقلوها تاکنون عمدتاً در طبقات متوسط و بالا انجام شده است و بنابراین نتایج آن اهمیت بیشتر محیط در طبقات پایین را در نظر نمی‌گیرد. به گفتهٔ ترکهایمر در مقیاس ۰٫۰۰ تا ۱٫۰۰، بهره هوشی در طبقه متوسط، ۰٫۷۲ توسط ژن‌ها تعیین می‌شود، اما در طبقه پایین این رقم تنها ۰٫۱۰ است.

#### آموزش و پرورش
مطالعات نشان می‌دهد که بین کودکانی که والدینشان به پیشرفت فکری اهمیت می‌دهند و فرزندان والدینی که برای توسعه فکری ارزش قائل نیستند، تفاوت‌های معناداری در هوش وجود دارد و بچه‌های گروه اول باهوش‌تر بودند. مطالعه دیگری نشان می‌دهد که فرزندان والدینی که رفتارهای والدینی خونگرم و همراه با سازش از خود نشان دادند، باهوش‌تر از فرزندان والدینی بودند که رفتاری مستبدانه و تنبیه‌کننده داشتند.

### تغذیه
هرتزیگ، برچ، ریچاردسون و تیزارد در سال ۱۹۷۲ دریافتند که سوءتغذیه در اوایل دوران کودکی عواقب جدی بر رشد هوش و رفتار اجتماعی کودکان دارد. آن‌ها کودکانی را که به دلیل سوءتغذیه مجبور به بستری شدن در بیمارستان شدند و سپس به آغوش خانواده‌هایشان بازگشتند، بررسی کردند. میانگین آی‌کیوی این کودکان ۵۸ بود. کلارک و هانیسی نیز زندگی کودکانی را که از کشورهای در حال توسعه به فرزندی قبول شده بودند و دچار سوءتغذیه بودند و تجربیات آسیب‌زا در دوران کودکی داشتند و بعدها توسط خانواده‌های آمریکایی طبقه متوسط به فرزندخواندگی پذیرفته شدند، را مورد بررسی قرار دادند. برخلاف تصور اینکه این کودکان ممکن است به دلیل آسیب‌های شدید توانایی هوشی پایین‌تری دارند، معلوم شد که دارای هوش بالاتر از حد متوسط و از نظر اجتماعی دارای شایستگی بالاتر از حد متوسط هستند. کلارک و هانیسی به این نتیجه رسیدند که کودکان دچار سوءتغذیه و آسیب‌دیده، زمانی که در خانواده‌های پایدار به فرزندخواندگی پذیرفته می‌شوند، به طرز شگفت‌انگیز انعطاف‌پذیری از خود نشان می‌دهند. آن‌ها کودکان را به سه گروه تقسیم کردند: کودکان دارای سوءتغذیه شدید، دارای سوءتغذیه مرزی و با تغذیه کافی. گروه با سوءتغذیه شدید، بهره هوشی ۱۰۲، افراد مرزی بهره هوشی ۱۰۶ و کودکانی که سوءتغذیه نداشتند بهره هوشی ۱۱۲ را به دست آوردند. وینیک مایر و هریس به این نتیجه رسیدند که سوءتغذیه در آغاز دوران کودکی تأثیر مخربی بر رشد بهره هوشی دارد، اما کودک را به زندگی همراه با ناتوانی ذهنی محکوم نمی‌کند. اگر آن‌ها حداکثر تا سن سه سالگی به فرزندخواندگی پذیرفته شوند، حتی کودکانی که به شدت سوءتغذیه دارند، به بهره هوشی طبیعی دست می‌یابند. مقادیر بهره هوشی بالاتر از متوسط کودکانی که به اندازه کافی تغذیه شده‌اند با مطالعات فرزندخواندگی همگرایی دارد. خانواده‌هایی که مجاز به فرزندخواندگی هستند، معمولاً وضعیت اجتماعی-اقتصادی بالایی دارند و می‌توانند شرایط زندگی بسیار خوبی را برای کودکان فراهم کنند.
مدتهاست که یافته‌های علمی نشان می‌دهد که کمبود ید در دوران بارداری یا آغاز دوران کودکی می‌تواند سبب ناتوانی ذهنی شود. یک فراتحلیل از ۱۰ کارآزمایی بالینی مختلف نشان داد که کمبود مزمن ید منجر به کاهش میانگین بهره هوشی ۱۳٫۵ نمره می‌شود. این واقعیت که کمبود مزمن ید به کاهش هوش در کودکان کمک می‌کند، با مطالعات انجام‌شده در تمام نقاط جهان ثابت شده است. کمبود ید به عنوان «بزرگ‌ترین علت آسیب مغزی قابل پیشگیری و عقب‌ماندگی ذهنی در جهان» در نظر گرفته می‌شود.
طبق آزمایشی که در دبستانی از ایالات متحده آمریکا انجام گردید مشخص شد که بهرهٔ هوشی کودکان را می‌توان با استفاده از مکمل‌های ویتامینی افزایش داد. این آزمایش در دو مدرسه ابتدایی به مدت ۳ ماه انجام گرفت و دانش‌آموزان اکثراً اسپانیایی‌تبار بودند. به گروه آزمایش مکمل ویتامینی و به گروه کنترل، دارونما داده شد. میانگین بهرهٔ هوشی گروه آزمایش ۲٫۵ نمره در طول سه ماه افزایش یافت.
رژیم غذایی در دوران بارداری می‌تواند تأثیر مثبتی بر بهره هوشی داشته باشد. در یک مطالعه، فرزندان زنانی که در دوران بارداری کپسول روغن ماهی دریافت کرده‌اند، هوش بیشتری نسبت به فرزندان زنانی داشتند که دارونما مصرف نمودند. مادرانی که در دوران بارداری ماهی زیادی استفاده می‌کردند، فرزندانی با بهره هوشی بالاتر و رفتار اجتماعی بهتری نسبت به سایر مادران داشتند. این اثر حتی زمانی که سایر متغیرها (مانند طبقه اجتماعی یا تغذیه از شیر مادر) نیز در نظر گرفته و کنترل شدند، همچنان باقی ماند. برای رشد طبیعی هوش و تکامل صحیح مغز کودکان؛ رژیم غذایی غنی از ید، مانند ماهی، غذاهای دریایی و برخی سبزیجات، برای اطمینان از نیاز مادر و کودک به ید، اهمیت بالایی دارد.

### مصرف الکل

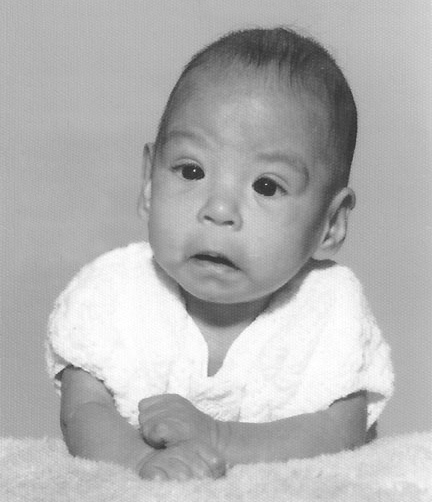
کودکی با ویژگی‌های معمول صورت ناهنجاری‌های جنینی ناشی از الکل (چشم‌های کوچک، بوسه‌گاه صاف، لب بالایی باریک) که اغلب با ناتوانی ذهنی همراه است.

مصرف الکل مادر در دوران بارداری می‌تواند سبب ناهنجاری‌های جنینی ناشی از الکل شود که «جنین الکلی» نیز نامیده می‌شود. این موضوع اغلب با مقادیر بهره هوشی پایین همراه است. سندرم جنین الکلی، شایع‌ترین نوع ناتوانی ذهنی اپی‌ژنیک (وابسته به محیط) در کودکان است.

#### غفلت
به گفته رنه اسپیتز، غفلت در اوایل دوران کودکی می‌تواند سبب بیمارستان‌زدگی شود. این ویژگی، از جمله، با عقب‌ماندگی ذهنی و بهرهٔ هوشی پایین همراه است. با این حال، عوارض بستری شدن در بیمارستان در صورتی قابل درمان است که بعداً از کودک با محبت مراقبت شود.

#### محیط زبانی
محیط زبانی نیز نقش مهمی در هوش ایفا می‌کند و ارتباط نزدیکی با موقعیت اجتماعی والدین دارد. یک مطالعه نشان داد که والدین طبقه متوسط و بالا به‌طور چشمگیری بیشتر از والدین طبقه پایین با فرزندان خود صحبت می‌کنند و جمله‌های پیچیده‌تری نیز به کار می‌برند. این موضوع تأثیر بسیار زیادی بر توسعه اطلاعات فرزند دارد. بهرهٔ هوشی کودکان محروم به‌طور متوسط میانگینی نزدیک به ۷۹ و کودکان دارای رفاه اجتماعی که زیاد با آن‌ها صحبت می‌شد، میانگینی درحدود ۱۱۷ داشتند.

#### فقر
پژوهش‌ها نشان می‌دهند که فقر توانایی مغز را کاهش می‌دهد. کودکان با پیشینهٔ فقر اغلب از هوش کمتری برخوردارند، مهارت‌های زبانی ضعیف‌تری دارند و از مهارت‌های اجتماعی کمتری نیز بهره‌مند هستند. در یک مطالعه در ایالات متحده آمریکا در سال ۱۹۹۷، بهرهٔ هوشی کودکان خانواده‌های فقیر که کمتر از نیمی از خط فقر درآمدی داشتند، ۶ تا ۱۳ نمره کمتر از کودکانی بود که حدود دو برابر خط فقر درآمدی داشتند. حدود ۸۰ تا ۹۰ درصد از کودکان در مدارس، افراد دارای ناتوانی یادگیری از خانواده‌هایی با درآمد اندک هستند. به گفته شلاک، وضعیت ناامن شغلی و مالی والدین به شرایط نامناسب زندگی، زندگی در مناطق محروم اجتماعی، خانواده‌های ناقص و انزوای اجتماعی سبب می‌گردد که نیازهای فرزندان در این محیط زندگی برآورده نشود. این بدان معناست که آن‌ها نمی‌توانند به ظرفیت و توانایی فکری خود دست یابند.
سوءتغذیه موجود در کودکان محروم و فقیر عامل اصلی در کمبود بهرهٔ هوشی محسوب می‌شود. ارائه یک رژیم غذایی سالم به کودکان خردسال می‌تواند تأثیر فقر بر بهره‌هوشی را کاهش دهد. همچنین این امکان وجود دارد که تأثیر فقر بر هوش در درجه اول به دلیل اختلالات رشدی ناشی از محیط در مغز کودک باشد که در تصاویر ام‌آرآی تشخیص داده می‌شود.

### آلودگی محیطی
دانشمندان بر این باورند که آلودگی محیطی، به‌ویژه قرار گرفتن در معرض سرب، بر رشد هوشی کودکان در حال رشد تأثیر منفی می‌گذارد.

## تفاوت بهرهٔ هوشی در گروه‌های قومی

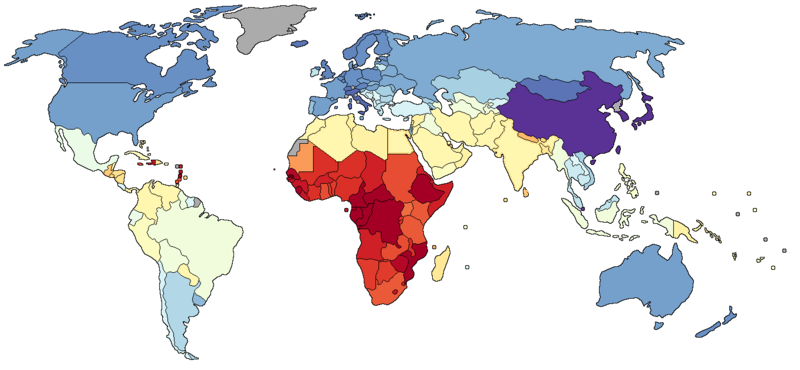
نقشه‌ای از بهرهٔ هوشی ملی بر اساس کتاب بهره هوشی و نابرابری جهانی نوشته ریچارد لین در سال ۲۰۰۶ میلادی

### بهرهٔ هوشی ملی بر اساس نظر ریچارد لین
ریچارد لین روان‌شناسی بریتانیایی و طرفدار نژادگرایی علمی بود. او ادعا می‌کرد که تفاوت‌های نژادی و جنسی در هوش وجود دارد. دو کتاب آخر او دربارهٔ تبه‌ژن‌شناسی و اصلاح نژاد، نگارش شده‌اند. در سال ۱۹۹۰ او پیشنهاد کرد که اثر فلین، افزایش سال به سال مشاهده شده در نمرات آی‌کیو در سراسر جهان، احتمالاً می‌تواند با بهبود تغذیه، به ویژه در اوایل کودکی توضیح داده شود.
طبق یک مطالعه که در سال ۲۰۱۲ توسط ریچارد لین و تاتو وانهانن انجام شده، میانگین بهرهٔ هوشی جمعیت ایران ۸۴ و رتبه ایران در بین ۱۹۹ کشور جهان ۱۱۹، عنوان شده است. در گزارشی دیگر در سال ۲۰۱۹ که توسط ریچارد لین و دیوید بیکر در موسسه اولستر به ثبت رسید، بالاترین میانگین نمرات آی‌کیو در جهان ۱۰۶٫۴۹ و متعلق به ژاپنی‌ها بوده و شهروندان تایوان و سنگاپور پس از آن قرار دارند.
کار لین در مورد تفاوت‌های نژادی جهانی به دلیل ارائهٔ نادرست تحقیقات دانشمندان دیگر و به دلیل روش‌شناسی غیرسیستماتیک و تحریف مورد انتقاد قرار گرفته است. در سال ۱۹۹۵ روان‌شناس آمریکایی لئون کمین در یک بررسی انتقادی از کتاب لین به نام منحنی زنگوله‌ای، او را به دلیل بی‌توجهی به عینیت علمی، تعریف نادرست داده‌ها و نژادپرستی مورد انتقاد قرار داد.
پذیرفته شده‌ترین و پر استنادترین فرضیه برای تفاوت‌های منطقه‌ای و گروهی در هوش «نظریه زمستان‌های سرد» ریچارد لین است که در دهه ۱۹۸۰ مطرح شده است. لین در این نظریه بیان می‌کند:
وقتی انسان‌های اولیه به خارج از آفریقا و نواحی شمالی زمین مهاجرت کردند، با زمستان‌های کشنده‌ای روبه‌رو شدند. زمستان‌های سرد نیازمند برنامه‌ریزی برای ذخیره‌سازی مواد غذایی، پناهگاه‌های گرم، سوخت و غیره بود بنابر این بسیاری از افراد با بهرهٔ هوشی پایین نتوانستند راه حل مناسب برای در امان ماندن از سرما را بیابند و جان خود را از دست دادند. در نتیجه گروه‌های باهوش‌تر زنده ماندند و به مهاجرت به شمال ادامه دادند و این روند ادامه یافت. برعکس، انسان‌های باستانی باقی مانده در آفریقا با چنین فشار فرگشتی شدیدی مواجه نبودند. در طول زمان نسبتاً سریع فرگشتی، میانگین تفاوت‌های نژادی در بهرهٔ هوشی (و سایر متغیرهای روانی-اجتماعی) به این ترتیب ظاهر شدند.

## هوش در میان فرهنگ‌ها
محققان در آفریقا، آسیا و جاهای دیگر دریافته‌اند که مردم در فرهنگ‌های غیرغربی اغلب ایده‌هایی دربارهٔ هوش دارند که اساساً با آن‌هایی که آزمون‌های هوش غربی را شکل داده‌اند، متفاوت است. نظریه‌های ضمنی هوش از فرهنگی به فرهنگ دیگر متفاوت بوده و هر فرهنگ حاوی مفاهیم خاصی دربارهٔ هوش است که می‌تواند در یک فرهنگ مناسب یا ارزشمند و در فرهنگ دیگر نامناسب قلمداد شود.
ریچارد ای. نیسبت، مدیر برنامه فرهنگ و شناخت در دانشگاه میشیگان، استدلال می‌کند که مردم در فرهنگ‌های غربی تمایل دارند که هوش را وسیله ای برای افراد برای طراحی مقوله‌ها و درگیر شدن در بحث‌های عقلانی بدانند. در حالی که مردم در فرهنگ‌های شرقی آن را راهی برای اعضای یک جامعه برای تشخیص تضاد و پیچیدگی و ایفای موفقیت‌آمیز نقش‌های اجتماعی خود می‌دانند. در مطالعه‌ای که در تایوان انجام شد، محققان دریافتند که مفاهیم تایوانی-چینی از هوش بر درک و ارتباط با دیگران تأکید دارد. رابرت سرپل که دربارهٔ مفاهیم هوش در جوامع روستایی آفریقا تحقیق کرده است، عنوان می‌کند که در روستاهایی که روش تحصیل غربی هنوز رایج نشده است — تمایز غربی بین هوش و شایستگی اجتماعی وجود ندارد. به عنوان مثال، در مناطق روستایی زامبیا، مفهوم «هوش» هم شامل زیرکی و هم مسئولیت‌پذیری می‌شود.
واژه فرهنگی «زرنگی» در ایران، دارای تضاد معنایی است و ازیک‌سو به‌معنای باهوشی و از سوی دیگر به‌معنای حیله و تزویر به‌کار می‌رود. ویلیام بیمن استاد انسان‌شناسی در دانشگاه مینه‌سوتا و محقق در زمینه فرهنگ خاورمیانه می‌نویسد: «ماهیت بده‌بستانی روابط اجتماعی ایرانیان، سبب ایجاد عرف‌ها و راهبردهایی شده که به فرد کمک می‌کنند تا پیام خود را در روابط اجتماعی بین فردی به گونه‌ای مؤثر و قابل پذیرش منتقل کند. «زرنگی»، جنبه‌ای از این راهبردهاست که به فرد کمک می‌کند انتقال پیام را در راستای منافع و علایق خود جهت دهد.» از نظر او زرنگی، توانایی پیش‌بردن پیام با روشی زیرکانه است.

## نقد مفهوم بهره هوشی
هوش اغلب به عنوان یک ساختار آماری مورد انتقاد قرار می‌گیرد. ارتباط قوی بین بهرهٔ هوشی و طبقه اجتماعی وجود دارد و اعضای طبقات اجتماعی پایین و فرزندانشان نسبت به افراد طبقات اجتماعی بالا و فرزندانشان به بهرهٔ هوشی پایین‌تری در آزمون‌های هوش استاندارد دست می‌یابند. نقدی مطرح شده است که انجام آزمون‌های هوش سنتی برای کارگران و فرزندانشان منصفانه نیست، بنابراین آزمون‌های هوش به‌عنوان نوعی از تبعیض طبقاتی مورد انتقاد قرار گرفتند.
غالباً معیارهای معینی نظیرِ توانایی حلِ مسئله، استدلال، قدرتِ حافظه و معیارهایی مانند موارد ذکر شده را تعیین‌کنندهٔ هوش در هر فرهنگی می‌دانند. دانشمندانی نظیر جان دبلیو بری (۱۹۷۴) شدیداً با عقیده معیاربندی عمومی و کلی مفهوم هوش مخالف‌اند و برخی طرفدارِ نسبی‌گرایی فرهنگی هستند که می‌گوید مفهوم هوش از فرهنگی به فرهنگ دیگر متفاوت است. برای مثال رابرت استرنبرگ (۱۹۷۴) نشان داد که مهارت‌های هماهنگی در جوامعِ بدوی و بی‌سواد برای زندگی این جوامع بسیار ضروری به‌شمار می‌آیند و به عنوانِ معیاری برای سنجشِ میزان هوش افراد باید در نظر گرفته شود (مثلاً آن دسته از مهارت‌های حرکتی که برای تیراندازی با تیر و کمان لازم است). با این حال، این مهارت‌ها برای اکثر مردمِ جوامع باسواد و پیشرفته‌تر هیچ رابطه‌ای با هوش ندارند. در فرهنگ‌های غربی، هوش را اغلب تواناییِ فرد در حلِ مسائلِ دشوار و تفکرِ خلاق می‌دانند. در حالی که در بسیاری از فرهنگ‌های غیر غربی هوش تا حد زیادی تحتِ شرایطِ اجتماعی مورد ارزیابی قرار می‌گیرد. در این گونه فرهنگ‌ها، میزانِ نقش‌پذیری فرد در مسئولیت‌های اجتماعی، همکاری با دیگران و مهارت در ایجاد روابطِ بینِ‌فردی به عنوانِ معیاری برای سنجشِ هوش در نظر گرفته می‌شود.
رابرت استرنبرگ در مطالعات خود بیان می‌کند که شناخت بسیار به فرهنگ وابسته بوده و تعاریف رفتار هوشمندانه در تست‌های هوشی مدرن دارای سوگیریِ ضمنی به جوامع غربی است. شاید متداول‌ترین اعتراضی که علیه آزمون هوش مطرح می‌شود، استفاده نهایی از نتایج باشد. اگرچه آزمون‌های هوش در زمینه‌های آموزشی کاربرد مفیدی دارند، اما می‌توانند نوعی ابزار انتخابی برای تبعیض نیز باشند. به دلیل ماهیت آزمون‌ها، می‌توان از آن‌ها برای تداوم کلیشه‌ها یا منطقی کردن قضاوت‌هایی استفاده کرد که در نهایت ناعادلانه یا نامعتبر هستند. آزمون بهرهٔ هوشی می‌تواند برای تعیین آمادگی مدرسه، تعیین جرم قانونی در محاکمات جنایی، تعیین خط‌مشی برنامه‌های جداگانه برای افراد دارای ناتوانی ذهنی و کمک به عصب‌شناسان برای دستیابی به بینش در مورد آسیب‌های مغزی استفاده شود. اما خارج از این کاربردهای عملی، محبوبیت آزمون بهرهٔ هوشی به عنوان ابزاری برای رتبه‌بندی و مرتب‌سازی «افراد عادی» از «افراد برتر» همچنان موضوعی بحث‌برانگیز است.

## هوش غیرانسانی

### جانوران

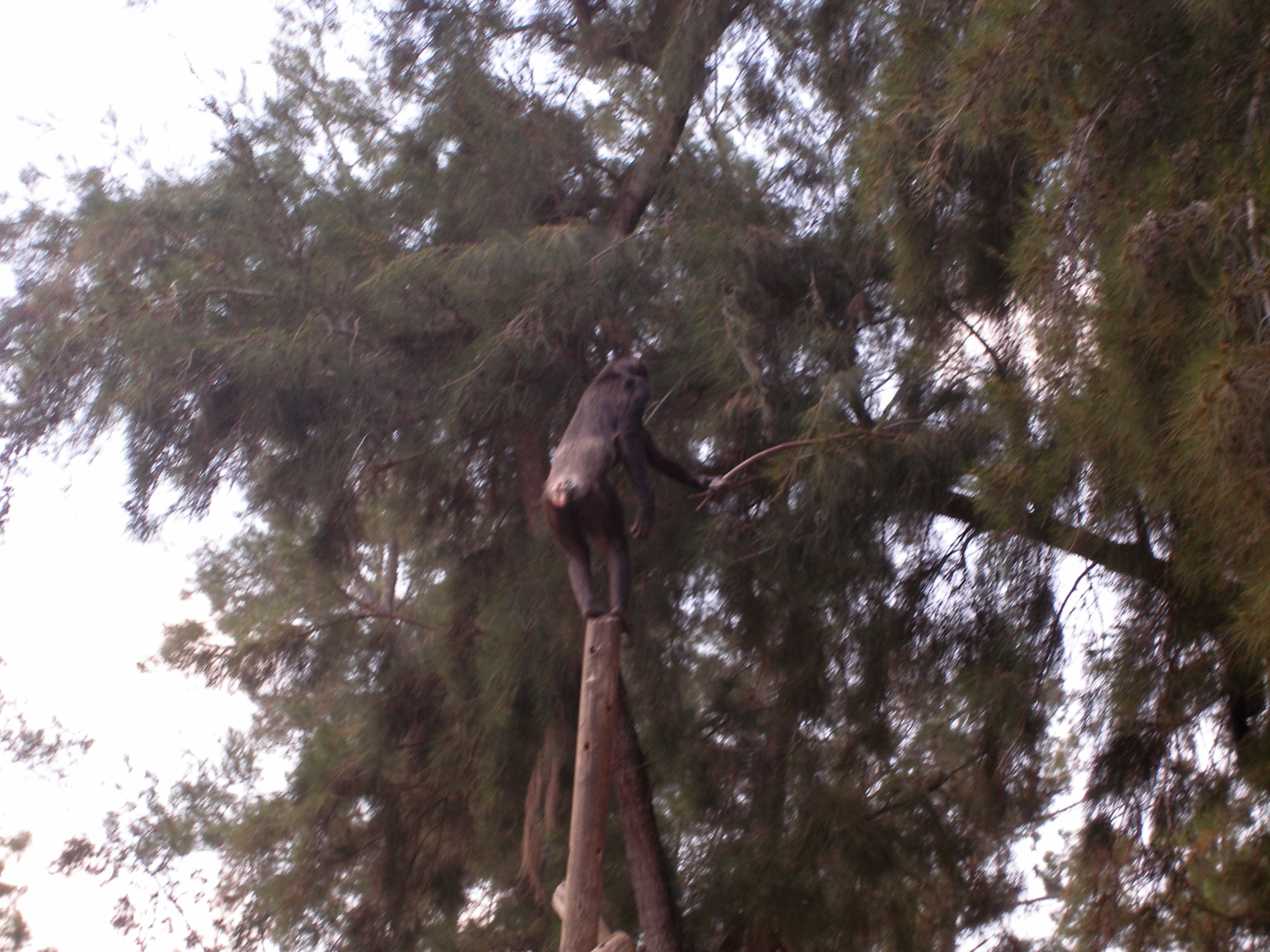
شامپانزه معمولی می‌تواند از ابزار برای انجام کارهای خود بهره ببرد. این شامپانزه از چوب برای تهیه غذا استفاده می‌کند.

هوش به‌طور سنتی یک پدیده بیولوژیکی در نظر گرفته شده است. اکتشافات جدید در مورد مغز، ساختار و عملکرد آن نشان‌دهنده این است که هیچ تفاوت اساسی بین مغز انسان و اکثر حیوانات دیگر وجود ندارد. اگرچه مغز انسان در بسیاری از جنبه‌ها در مقایسه با حیوانات غیرانسان از قابلیت‌های بزرگ‌تری برخوردار است، تفاوت‌های بیولوژیکی، شیمیایی و فیزیکی بین انسان و حیوانات دیگر به جای نشات‌گیری از عنصری منحصربه‌فرد، بیشتر به دلیل سازماندهی مجدد ساختارهای مشترک عصبی پدید آمده است. امروزه این ایده که حیوانات غیرانسانی مانند میمون‌ها، کلاغان مانند غراب یا کلاغ، آب‌بازسانیان دندان‌دار مانند نهنگ عنبر یا نهنگ قاتل و حتی حشرات می‌توانند دارای درجه خاصی از هوش باشند، امری پذیرفته در بین پژوهشگران به‌شمار می‌رود. نهنگ‌ها و دلفین‌ها مغز بزرگ‌تری نسبت به انسان دارند، با این حال نسبت اندازه مغز به بدن در انسان‌ها بیشتر است.
اگرچه انسان‌ها کانون اصلی پژوهش‌ها در رابطه با هوش بوده‌اند، دانشمندان تلاش کردند تا هوش جانوران یا به‌طور گسترده‌تر، شناخت جانوران را نیز بررسی کنند. تحقیقات وولفگانگ کهلر دربارهٔ هوش میمون‌ها نمونه‌ای از تحقیقات در این زمینه است. همچنین کتاب استنلی کورن، هوش سگ‌ها کتابی قابل توجه دربارهٔ هوش سگ به‌شمار می‌رود.
مهره‌دارانی مانند پستانداران، پرندگان، خزندگان، ماهیان و همچنین بندپایان درجه نسبتاً بالایی از هوش نشان داده‌اند که وابسته به هر گونه متفاوت است. سرپایان ظاهراً ویژگی‌های هوشی قابل‌توجهی از خود نشان می‌دهند، با این حال دستگاه عصبی آن‌ها به‌شدت با جانوران مهره‌دار متفاوت است. سرپایان از همه بی‌مهرگان دیگر سیستم عصبی بسیار بزرگ‌تری دارند. هشت اندام هوشمند به علاوه یک مغز بزرگ، نوعی هوش منحصر به فرد را در هشت پا تشکیل می‌دهند. یک هشت‌پای معمولی حدود ۵۰۰ میلیون نورون در بدن خود دارد. تعداد نورون‌های مغز انسان‌ها بسیار بیشتر و چیزی نزدیک به ۱۰۰ میلیارد است با این حالت تعداد نورون‌های اختاپوس در محدوده پستانداران مختلف و نزدیک به محدوده تعداد نرون‌های سگ‌هاست.
اختاپوس‌ها توانایی قابل توجهی برای فرار از حبس انسانی دارند. شواهدی نشان می‌دهد که اختاپوس‌هایی وجود دارند که می‌دانند چگونه از مخازن بیرون بیایند. استفان لینکوئیست، پژوهشگر و فیلسوف زیست‌شناسی که زمانی رفتار اختاپوس را در آزمایشگاه مطالعه می‌کرد، می‌گوید: «وقتی با ماهی کار می‌کنید، متوجه می‌شوید که آن‌ها نمی‌دانند که در یک مخزن یا جایی غیرطبیعی هستند، اما رفتار اختاپوس، کاملاً متفاوت است. آن‌ها از این موضوع آگاهی دارند. تمام رفتارهای آن‌ها تحت تأثیر آگاهی آن‌ها از مفهوم اسارت است.»

### عامل هوش عمومی در جانوران به جز انسان
شواهدی از یک عامل کلی هوش در جانوران ناانسان دیده شده است. عامل هوش عمومی یا «فاکتور جی» (g) ساختاری روان‌سنجی است که همبستگی‌های ثبت‌شده بین نمره‌های یک فرد را در طیف وسیعی از مهارت‌های شناختی خلاصه می‌کند. هوش عمومی در جانوران نخستین بار دربارهٔ انسان توضیح داده شد، فاکتور هوش عمومی از آن زمان در تعدادی از گونه‌های ناانسان نیز شناسایی شده است.
توانایی شناختی و هوش در غیر انسان را نمی‌توان با استفاده از مقیاس‌های یکسان و عمدتاً وابسته به کلامی که برای انسان‌ها ایجاد شده است، اندازه‌گیری کرد. در عوض، هوش با استفاده از انواع ابزارهای تعاملی و مشاهده‌ای با تمرکز بر نوآوری، عادت معکوس، نظریه یادگیری اجتماعی و پاسخ‌ها به نوآوری محاسبه می‌شود.

### گیاهان
استدلال شده است که گیاهان نیز باید بر اساس توانایی در درک و مدل‌سازی محیط‌های بیرونی و درونی و تنظیم ریخت‌شناسی و فیزیولوژی خود که نوعی انعطاف‌پذیری فنوتیپی برای اطمینان از حفظ گونه و تداوم تولید مثل آن‌ها است، هوشمند در نظر گرفته شوند.
استدلالی متقابل نیز در این زمینه مطرح می‌شود؛ از آنجا که معمولاً هوش را شامل به خاطر سپردن و استفاده از خاطره‌های پایدار می‌دانند، اگر این امر به عنوان تمایز قطعی هوش پذیرفته شود، عمل گیاهان نیز باید هوشمند تلق گردد زیرا رفتارهای آن‌ها تنها به پاسخ‌های حسی-حرکتی خودکار محدود نمی‌شوند، گیاهان می‌توانند تجربیات مثبت و منفی را تشخیص دهند و از تجربیات گذشته خود «یادگیری» (ثبت خاطره) داشته باشند. گیاهان همچنین توانایی برقراری ارتباط، محاسبه دقیق شرایط خود، استفاده از تحلیل هزینه-فایده پیچیده و انجام اقدامات کاملاً کنترل شده برای کاهش و کنترل عوامل استرس‌زای محیطی مختلف را دارند.

## هوش مصنوعی

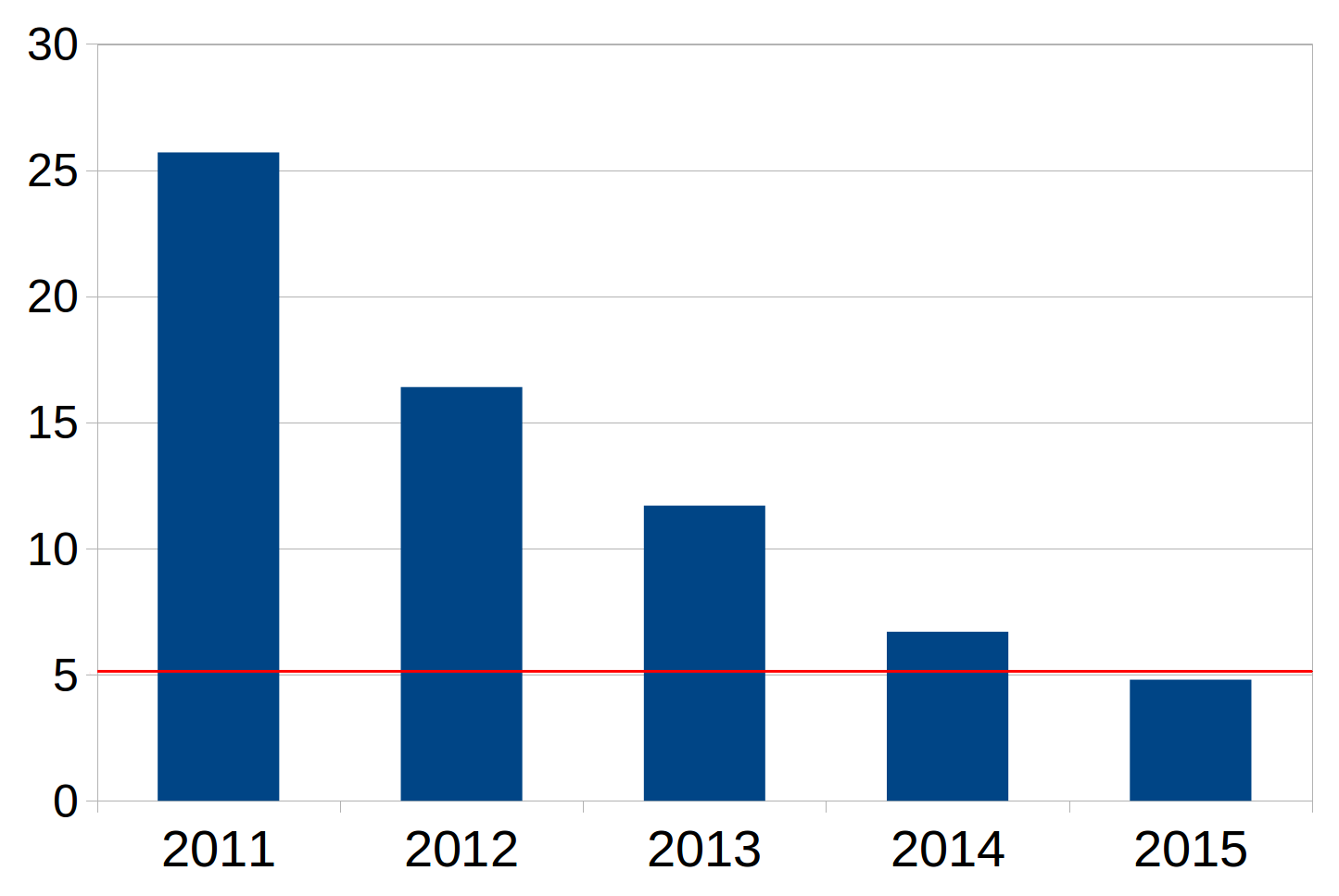
نمودار پیشرفت در هوش مصنوعی. میزان خطای هوش مصنوعی بر اساس سال. خط قرمز - میزان خطای یک انسان آموزش دیده در یک کار خاص.

توانایی یک رایانه دیجیتال یا ربات کنترل شده توسط کامپیوتر برای انجام وظایفی که معمولاً با موجودات هوشمند مرتبط است، هوش مصنوعی نامیده می‌شود. محققانی که هوش مصنوعی را مطالعه می‌کنند، تعاریفی از هوش ارائه کرده‌اند که شامل هوش نشان داده شده توسط ماشین‌ها نیز می‌شود. برخی از این تعاریف به کلی در نظر گرفته شده‌اند و هوش انسان و دیگر جانوران را نیز دربرگیرد. یک عامل هوشمند را می‌توان به عنوان سیستمی تعریف کرد که محیط خود را درک می‌کند و اقداماتی را انجام می‌دهد که شانس موفقیت آن را به حداکثر می‌رساند. هوش مصنوعی را معمولاً این‌گونه تعریف می‌کنند: «توانایی یک سیستم برای تفسیر صحیح داده‌های خارجی، یادگیری از چنین داده‌ها و استفاده از این یادگیری‌ها برای دستیابی به اهداف و وظایف خاص از طریق سازگاری انعطاف‌پذیر.» پیشرفت در هوش مصنوعی را می‌توان از بازی‌های ویدیویی گرفته تا کارهای عملی مانند شناسایی ساختارهای سه‌بعدی و تاشدگی پروتئین مشاهده کرد.